# Madiran
Madiran ist eine französische Gemeinde mit 424 Einwohnern (Stand 1. Januar 2022) im Département Hautes-Pyrénées in der Region Okzitanien. Sie gehört zum Arrondissement Tarbes und zum Val d’Adour-Rustan-Madiranais.

## Geographie
Die Gemeinde liegt rund 35 Kilometer nordöstlich der Stadt Pau an der Grenze zum benachbarten Département Pyrénées-Atlantiques in der Region Aquitanien. Nachbargemeinden sind:
- Castelnau-Rivière-Basse im Nordosten,
- Hères im Osten,
- Soublecause im Südosten,
- Bétracq im Süden (Département Pyrénées-Atlantiques),
- Arrosès im Westen (Département Pyrénées-Atlantiques) und
- Saint-Lanne im Nordwesten.

Das Gemeindegebiet wird vom Fluss Bergons, einem Nebenfluss des Adour, in nördlicher Richtung entwässert, an der westlichen Gemeindegrenze verläuft der Saget.

## Geschichte
Erste schriftliche Erwähnung findet der Ort im Jahr 1088 in Schriftstücken zur Pfarrei des Ortes, die in den Archiven der Jesuiten von Toulouse aufbewahrt werden.

## Sehenswürdigkeiten
- Église Sainte-Marie, Kirche aus dem 11. Jahrhundert – Monument historique[1]

## Weinbau in Madiran
Das Weinbaugebiet von Madiran teilt sich auf Gemeinden innerhalb der Départements Gers, Hautes-Pyrénées und Pyrénées-Atlantiques auf.
Die Appellation liegt im Südwesten der Weinbau-Region Sud-Ouest und zählt zu den ältesten Weinbaugebieten Frankreichs. Sie wurde bereits am 11. Juli 1948 als Appellation d’Origine Contrôlée (kurz AOC) klassifiziert und früher generell Vic-Bilh genannt. Heute gilt die Appellation ausschließlich für die in der Region gekelterten Rotweine, während die Weißweine der Region unter die Appellation Pacherenc du Vic-Bilh fallen.
Der Weinbau ist bereits seit Römerzeit bekannt, wie ein Mosaik in der Gemeinde Taron-Sadirac-Viellenave belegt. Als sich ab 1030 Mönche um den Weinbau in Madiran kümmerten, galt der hier gekelterte Rotwein schnell als Wein der Pilger, die auf dem berühmten Pilgerweg dem „Camino de Santiago“ (Weg des Santiago) bzw. dem Jakobsweg nach Santiago de Compostela zogen.
Die Weinberge mit knapp 1.400 Hektar Rebfläche sind hauptsächlich mit der Sorte Tannat bestockt, die wahrscheinlich von Mönchen aus Bordeaux mitgebracht wurde. Früher wurde irrtümlich von einer maßgeblichen Beeinflussung durch Winzer aus dem Burgund ausgegangen.
Tannat erbringt einen tiefdunklen, tanninreichen und extrem langlebigen Rotwein, der nach frühestens 12 Monaten Fasslagerung vermarktet werden kann. Seit den 1970er-Jahren begrenzte man den Tannat-Anteil auf minimal 40 – 100 % zugunsten der Sorten Cabernet Franc, Cabernet Sauvignon oder Fer Servadou.
Mit Abstand bekanntester Winzer der Region ist Alain Brumont mit seinen Weingütern Château Montus, Château Bouscassé und Domaine Berthoumieu.

## Partnergemeinde
Madiran verbindet eine Partnerschaft mit Badarán in der Region Rioja in Spanien.